# Ataques a ônibus em São Paulo em 2025
No dia 12 de junho de 2025, passaram a ser registrados uma série de ataques a ônibus que começaram a ocorrer principalmente na Região Metropolitana de São Paulo e na Baixada Santista. Após 30 dias do início da onda de vandalismo, mais de 623 incidentes já haviam sido registrados.

## Investigações
As investigações começaram no dia 3 de julho pela Polícia Militar após o 235.° ataque, nomeando a operação de "Impacto – Proteção a Coletivos" contando com o apoio da Polícia Civil e da inteligência do DEIC onde duraria até 31 de julho. Na época a Polícia Civil também afirmou não encontrar participação de facções criminosas como o PCC. Complementando as ações da PM, o DEIC e a Delegacia Seccional de Santos também iniciaram uma investigação. Com uma semana dos ataques, a segunda fase da operação iniciou com o nome "Mega Operação Impacto", já em Osasco. Segundo a SSP, inicialmente, o padrão dos ataques eram considerados atípicos, pelo fato de haver várias empresas atingidas e em horários diferentes.
Em 6 de julho, um homem, identificado como Éverton de Paiva Balbino, foi preso por arremessar uma pedra na vidraça de um ônibus, que acertou em cheio uma passageira sentada no banco, causando várias fraturas no rosto dela. Um dos ataques mais graves ocorreu na Zona Sul da capital no dia 27 de junho.
Até 13 de julho, a polícia trabalha com três hipóteses: pessoas ligadas ao PCC, desafios da Internet e empresas ou pessoas que trabalham com o transporte coletivo, com a teoria de que estariam "descontentes com algum tipo de tratamento que eles vêm recebendo de empresas que de alguma forma se apresentam como rivais", como afirmou o delegado Fernando José Góes Santiago.
Em 14 de julho, o prefeito de São Paulo, Ricardo Nunes, criticou a Polícia Civil por demora na investigação sobre a onda de ataques a ônibus na cidade e a motivação das depredações.
Em 22 de julho, a Polícia Civil prendeu um homem suspeito de ter participado de ataques a ônibus em São Bernardo do Campo. O homem confessou, em depoimento formal, ter sido responsável por 15 em São Bernardo e 1 na Zona Oeste de São Paulo. Um dos ataques atingiu uma criança por estilhaços de vidro. No mesmo dia, um homem confesso é identificado como Edson Aparecido Campolongo, o funcionário público de 68 anos, que é concursado há mais de 30 anos da Companhia de Desenvolvimento Habitacional e Urbano (CDHU), onde atua como motorista do chefe de gabinete e tinha o carro oficial usado na onda de ataques a ônibus.
Em 23 de julho, Sérgio Campolongo, irmão de Edson Aparecido Campolongo, se entregou à polícia e foi preso por suspeita de participação em dois casos de depredação a veículos em São Bernardo do Campo.
Em 24 de julho, a Secretaria de Desenvolvimento Urbano e Habitação e a Companhia de Desenvolvimento Habitacional e Urbano (CDHU) demitiram o servidor público Edson Aparecido Campolongo, acusado de ataques a ônibus na Grande Sâo Paulo.
Em 25 de julho, a polícia prendeu um homem que foi flagrado por uma câmera de segurança jogando um pedaço de concreto no para-brisa de um ônibus na Zona Sul da capital.